# 日本車輌製造
日本車輌製造株式会社（にっぽんしゃりょうせいぞう、英: NIPPON SHARYO, LTD.）は、愛知県名古屋市熱田区に本社を置く、鉄道車両や建設機械、特装車、橋梁、農業用プラントなど、特に「大型」と呼ばれる分野をメインに生産を行う大手企業。長らく、呼称は正式社名と同様の異体字表記を使用していたが、1996年より常用漢字での「日本車両」表記を使用している。略称は「日車」。
1896年に愛知県名古屋で創業。東京、名古屋両証券取引所に上場（証券コード7102）。2008年8月に東海旅客鉄道（JR東海）と業務資本提携契約を締結。JR東海がTOBを実施し、株式の50.1%を取得。JR東海の連結子会社となった。

## 事業所

### 本社
- 本社 - 愛知県名古屋市熱田区三本松町1番1号
  - 名鉄神宮前駅に隣接。かつて同地は生産拠点の一つ名古屋製作所（本店工場）であったが、現在は本社機能のみを残している。工場跡地には中日ハウジングセンターや富士通エフ・アイ・ピーの中部データセンター[注釈 2]、中京倉庫が立地している。

### 本部・営業所
- 東京本部 - 東京都港区港南2-15-3 品川インターシティC棟6階
- 大阪営業所 - 大阪府大阪市北区茶屋町19-19 アプローズタワー11階
- 札幌営業所 - 北海道札幌市清田区里塚2条6-5-60
- 東北営業所 - 山形県酒田市本町1-2-52 酒田共栄火災ビル３階
- 仙台営業所 - 宮城県仙台市若林区六丁の目西町8-1 斎喜センタービル5階
- 広島営業所 - 広島県広島市中区八丁堀14-4 JEI広島八丁堀ビル12階
- 産業機械営業所 - 静岡県富士市瓜島町26-2
- 福岡営業所 - 福岡県福岡市博多区銀天町2-2-28 CROSS福岡銀天町6階

### 製作所
- 豊川製作所 - 愛知県豊川市穂ノ原二丁目20番地
  - 鉄道車両、輸送機器などを製造、車両搬出用の専用線が飯田線豊川駅に通じている。豊川海軍工廠、後の国鉄豊川分工場の跡地である。
- 鳴海製作所 - 愛知県名古屋市緑区鳴海町字柳長80番地
  - 建設機械、発電装置などを製造。名鉄鳴海駅に隣接し、当初は貨車の製造を担当していた。
- 衣浦製作所 - 愛知県半田市十一号地20番地
  - 橋梁、鉄骨などを製造。衣浦臨海鉄道半田埠頭駅に隣接。

NHK名古屋放送センタービル内に日車夢工房オフィシャルショップ・「日車"ゆめ"ステーション」を営業していたが、2012年2月26日をもって閉店している。
また、富山県高岡市に本社を置き、鉄道車両や大型バスの解体を行っている、かつて日本車両リサイクルという社名であった企業（豊富産業グループ）とは人的・資本関係はない。2011年、日本車輌製造のグループ会社だと誤解されるような名称は不正競争防止法違反であるとして、日本車輌製造は日本車両リサイクルに対し社名の使用差し止めと登記抹消を求めて提訴し、一審の東京地裁では棄却されたものの、2013年3月28日の知財高裁での控訴審判決で勝訴した。このため、日本車両リサイクルは2013年5月に「日本総合リサイクル」と社名を変更した。

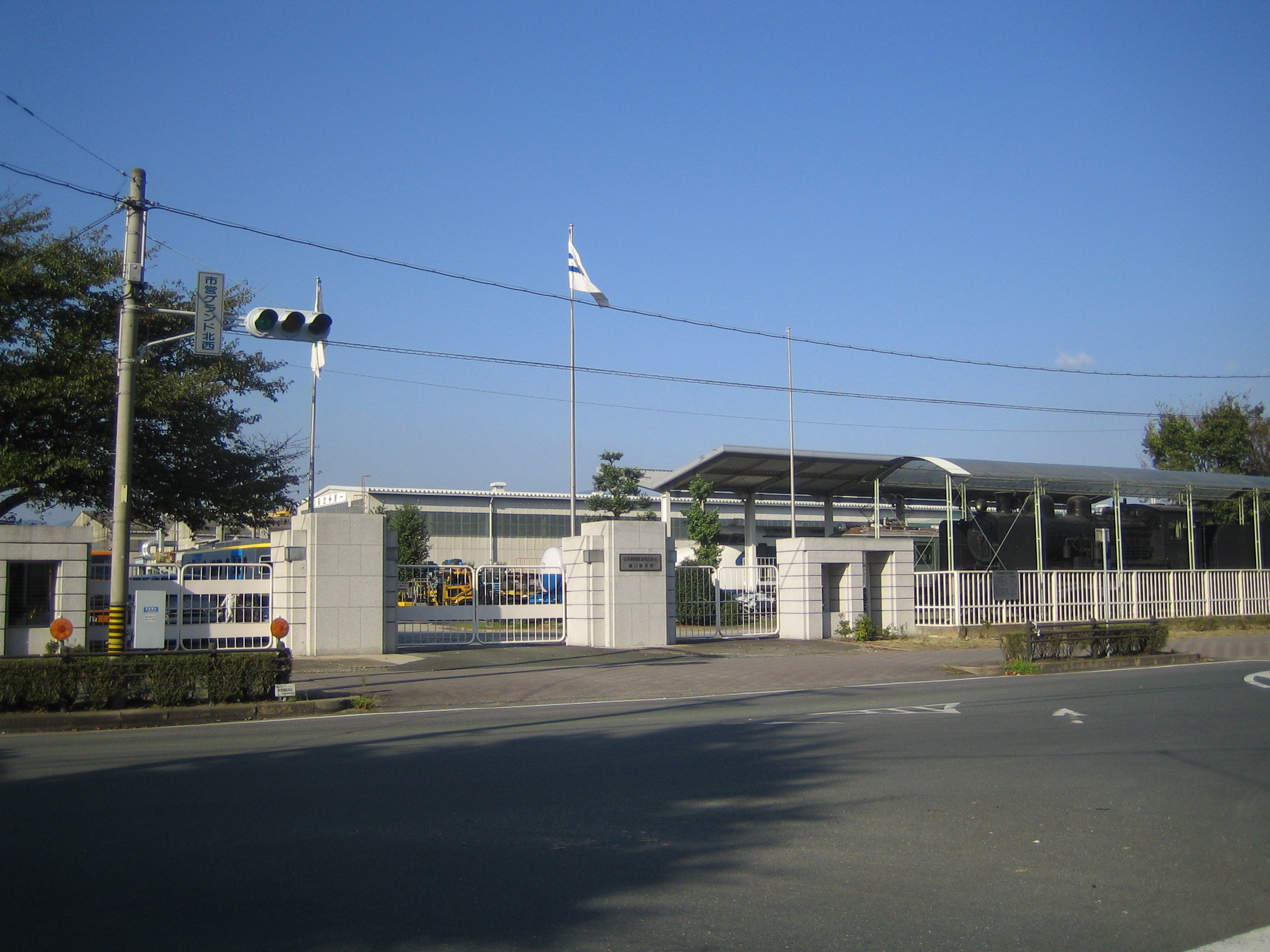
豊川製作所
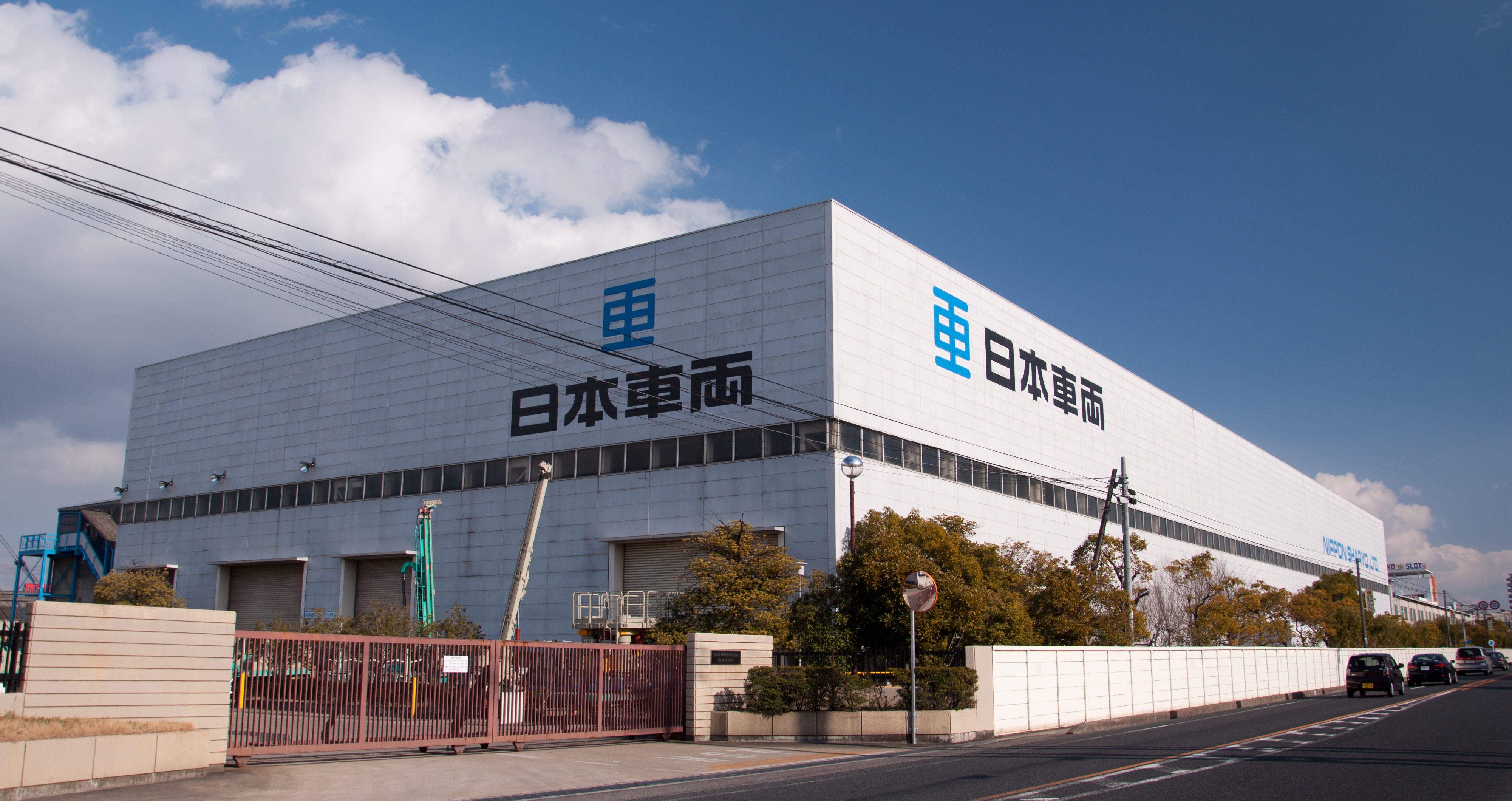
鳴海製作所

### 過去の製作所
- 東京支店蕨工場
  - かつて、鉄道車両の生産拠点として埼玉県川口市に所在。事業拡大に伴い1934年（昭和9年）に東京市より移転。当時の住所は北足立郡芝村。東北本線と直結しており、列車内からも見ることができた。現在、跡地は川口芝園団地となっている。東京支店が存在した頃は、営団、都営地下鉄、東武鉄道、小田急電鉄、秩父鉄道、長野電鉄といった甲種輸送には比較的近距離な鉄道会社向けの製造を担当してきた。閉鎖末期までは0系新幹線、営団6000系1 - 3次車、東武8000系初期車を製造した。

- NIPPON SHARYO MANUFACTURING, LLC （ロシェル工場） - 1600 Ritchie Court, Rochelle, IL 61068　U.S.A.[9]
  - アメリカ合衆国現地子会社の工場。車体の組立および最終組立を担当[9]。2014年（平成26年）7月より車体部品の製作も開始した[9]が、2018年（平成30年）8月末をもって閉鎖[10]。

## 沿革
- 1896年（明治29年）9月 - 愛知県名古屋市葵町に会社設立（社長奥田正香[11]）[12]。
- 1920年（大正9年）4月 - 現在の東京都墨田区の天野工場を買収、東京支店工場とする[13]。
- 1934年（昭和9年）4月 - 東京支店工場を移転、蕨工場を新設[13]。
- 1938年（昭和13年）6月 - 鳴海工場（現・鳴海製作所）を新設[13]。
- 1949年（昭和24年）5月 - 東証、名証、大証（現在は市場統合）にそれぞれ上場[13]。
- 1961年（昭和36年）10月 - 名古屋市港区に大江工場を新設[13]。
- 1964年（昭和39年）7月 - 豊川工場（現・豊川製作所）を新設[13]。
- 1966年（昭和41年） - 名古屋でインドネシア向けアプト式蒸気機関車E-1061-65（E型タンクロコ、メーターゲージ）6両を製造。同機は走行用およびラック区間歯車用にそれぞれ2つ計4つのシリンダーを装し、歯車用のブレーキは大きなハンドブレーキを使用。燃料は重油であった[14]。
- 1970年（昭和45年）4月 - 茨城県古河市に大利根工場を新設[13]。
- 1971年（昭和46年）3月 - 工場を製作所に改称。鉄道車両製作を豊川製作所へ統合[13]。
- 1972年（昭和47年）3月 - 蕨製作所閉鎖。豊川製作所を「豊川蕨製作所」に改称[13]。
- 1975年（昭和50年）6月 - 衣浦製作所を新設[13]。
- 1983年（昭和58年）5月 - 名古屋製作所閉鎖[13]。
- 1984年（昭和59年）11月 - 大江製作所閉鎖[13]。
- 1996年（平成8年）4月 - 豊川蕨製作所を「豊川製作所」に改称[13]。
- 1996年（平成8年）9月 - 創立100周年を迎え[13]、企業活動上の呼称を「日本車両」とする。
- 1999年（平成11年）1月 - 日熊工機を吸収合併[13]。
- 2003年（平成15年） - 大証上場廃止[15]。
- 2004年（平成16年） - 日経225から除外される。
- 2005年（平成17年）6月 - 大利根製作所閉鎖、衣浦製作所に統合[13]。
- 2007年（平成19年） - 国土交通省と旧日本道路公団の橋梁工事をめぐる談合事件をうけ、国土交通省より建設業法に基づき45日間の業務停止命令を受ける。
- 2008年（平成20年）4月 - 日車建設工事を吸収合併[13]。
- 2008年（平成20年）8月 - 東海旅客鉄道（JR東海）と業務資本提携契約締結[13]。連結子会社化を目的としたTOBを開始。
- 2008年（平成20年）10月 - 東海旅客鉄道が株式50.86%を取得し、同社の連結子会社となる[注釈 1][13]。
- 2010年（平成22年）9月 - 国内鉄道車両製造事業者初の新幹線車両累計製作数3000両を達成[13]。
- 2010年（平成22年）10月 - 米国イリノイ州に初の直営鉄道車両工場設立を発表。
- 2012年（平成24年）7月 - 米国イリノイ州ロシェル市にて車両組立工場の操業を開始[13]。
- 2018年（平成30年）8月 - NIPPON SHARYO U.S.A.,INCのイリノイ州の直営鉄道車両工場を閉鎖し、米国での製造から撤退[16]。

## 製品
創業以来、官設鉄道（帝国鉄道庁、鉄道院、鉄道省）、日本国有鉄道、JR、私鉄、産業用向けに多くの鉄道車両を製作した実績を持つ。また製造された車両の評価も非常に高く、鉄道友の会のブルーリボン賞やローレル賞を受賞した車両も多数輩出している。
なお、鉄道車両以外の分野、特に橋梁構造物、水門などの事業は近年の公共事業削減の影響を受け売上が減少、営業赤字となっている。
新分野への進出を目指しPCBの処理プラントを愛知県半田市内で試験運転していたが、トラブルが相次いだため事業化を断念。2007年度に特別損失として35億7600万円を計上し、中間期（2007年9月）は大幅な赤字決算となった。
鉄道車両部門でも原材料の高騰の影響を受け、JR東海・JR西日本の「N700系特需」などにより受注残は過去最高となったものの採算は低下し、2008年3月の通期決算では54億7300万円の当期純損失を計上した。
JR東海が当社を子会社化した背景には同社の超電導リニアモーターカー開発強化策に当社を組み込むことが挙げられている。三菱重工業と共に、中央新幹線の営業車両となるL0系を製作していたが、2017年度に三菱重工業がリニアモーターカー車両の製造から撤退したため、製造は2018年度に日本車両と日立製作所に変更された。
イリノイ州の工場では、通勤電車・客車等の製作を計画し、将来的にはシカゴ周辺の高速鉄道への供給も想定していたものの、納期遅れによるキャンセルとそれに伴う赤字が相次いだことで、2018年に工場閉鎖に追い込まれた。

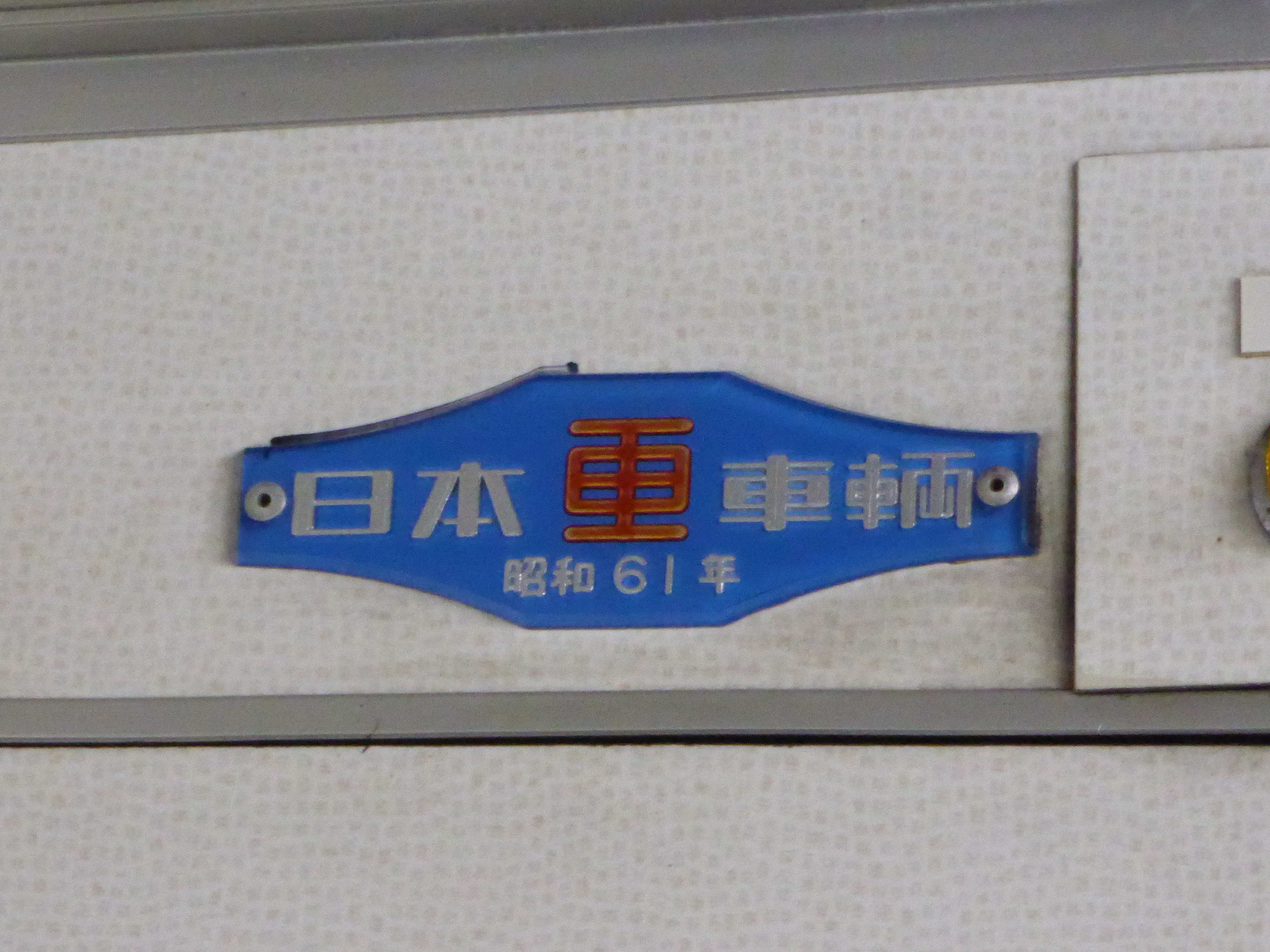
車内銘板の一例（国鉄211系）
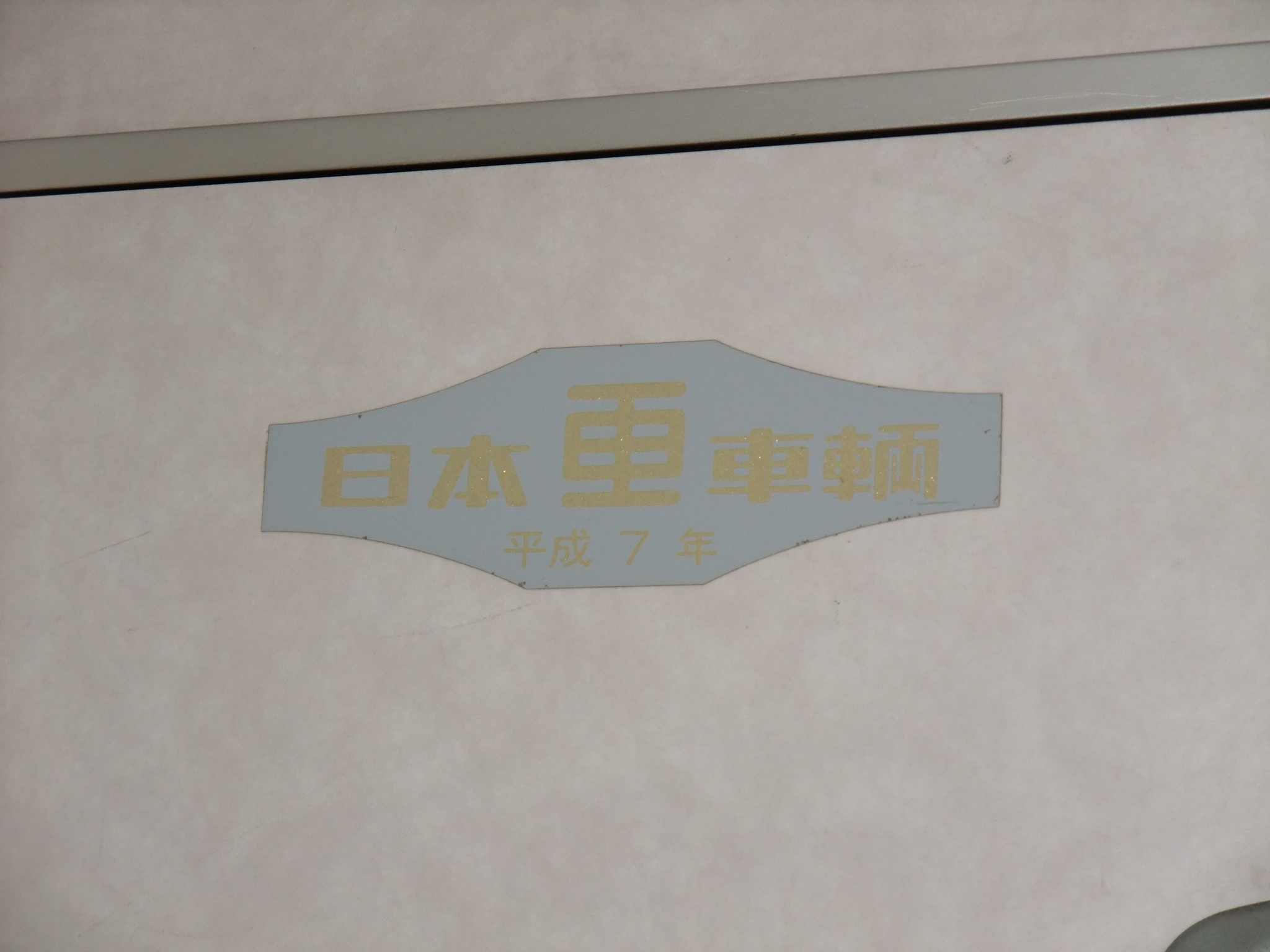
車内銘板の一例（JR東海373系）
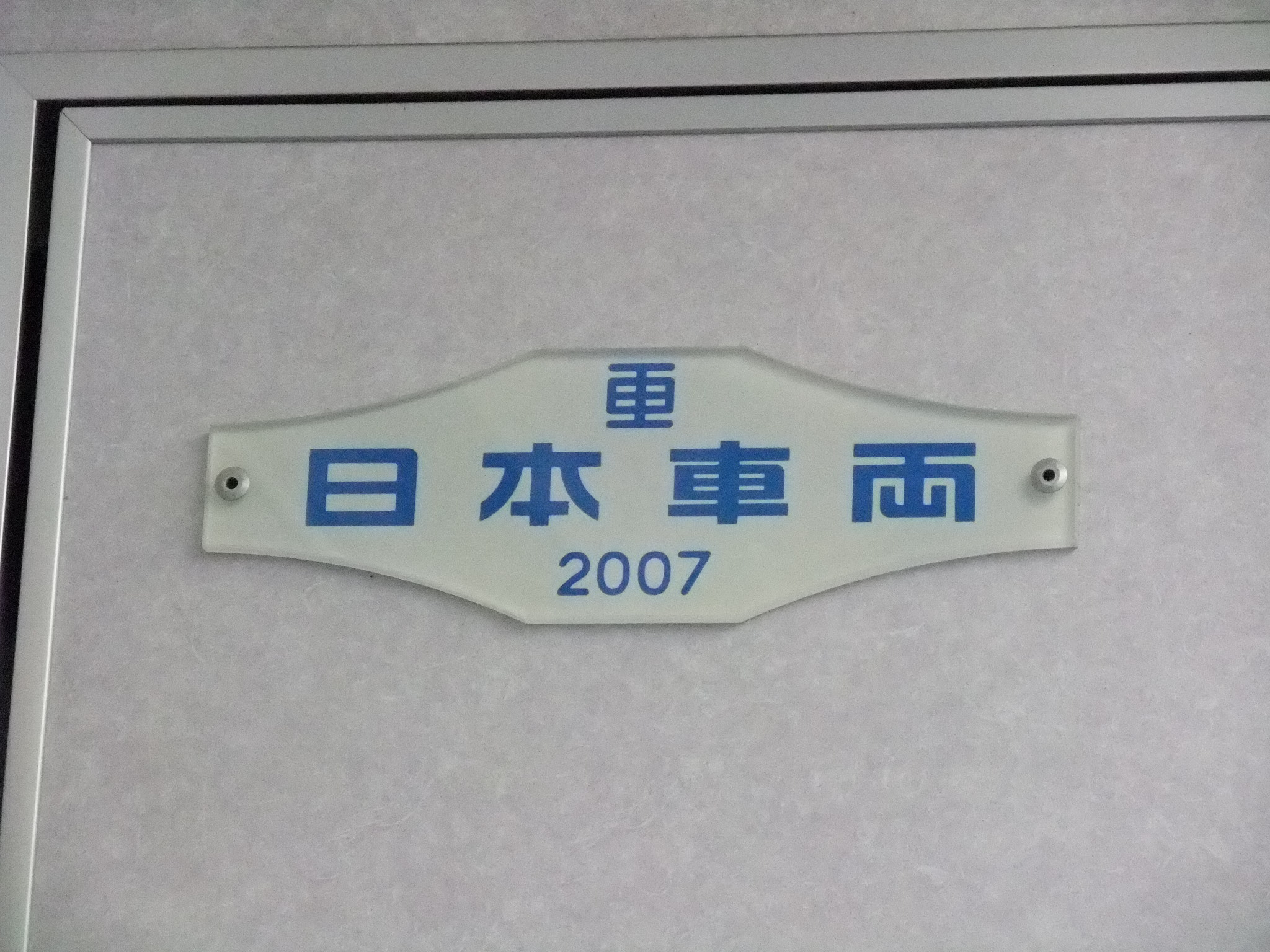
車内銘板の一例（JR東海313系）
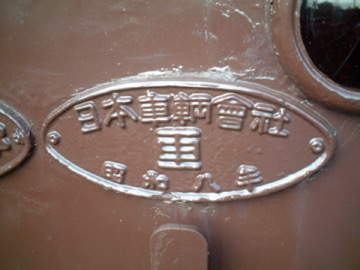
1933年（昭和8年）製の国鉄42系電車（クモハ42001）に付された製造銘板
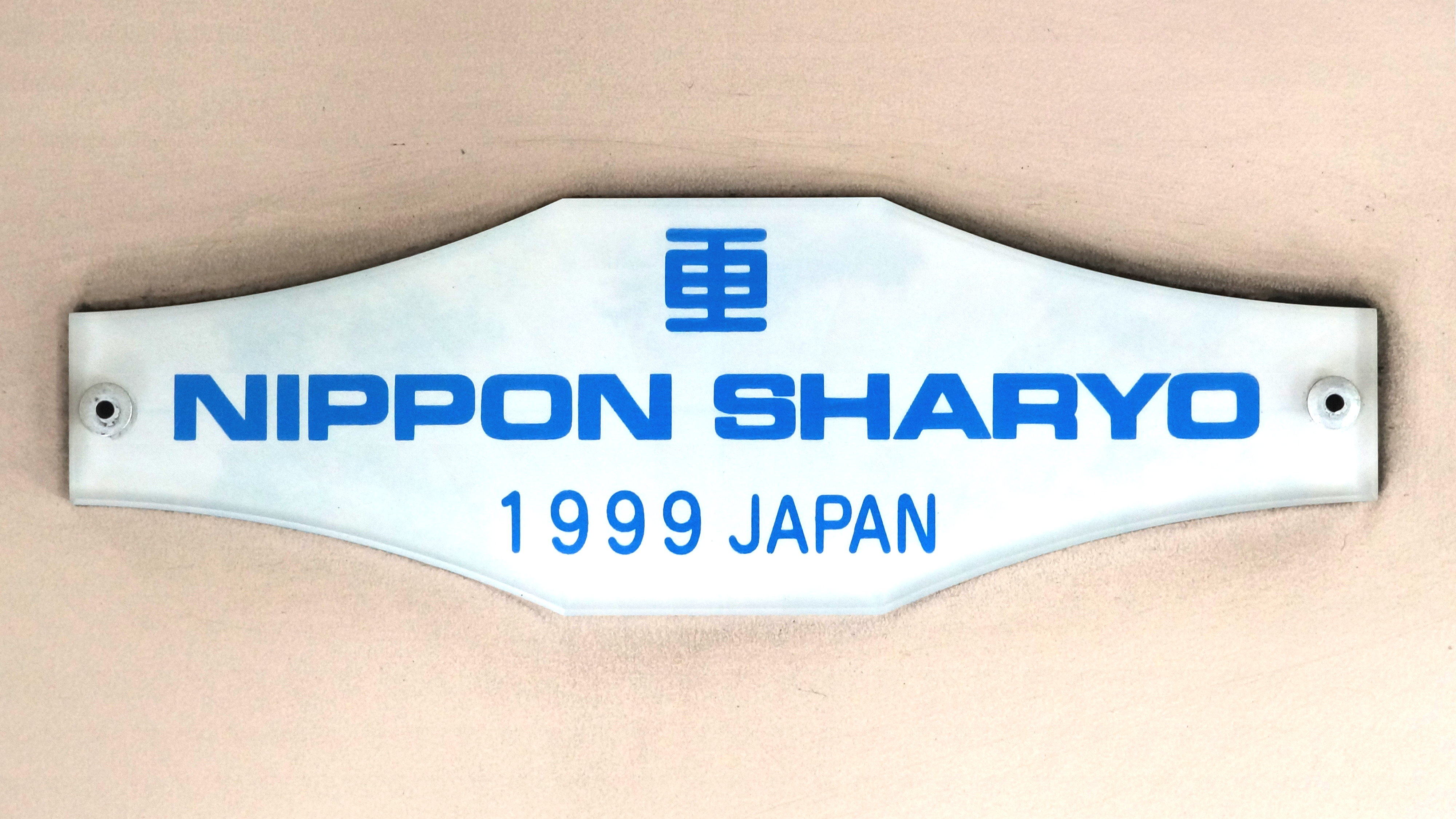
海外仕向車内銘板の一例（台湾鉄路管理局DR1000）
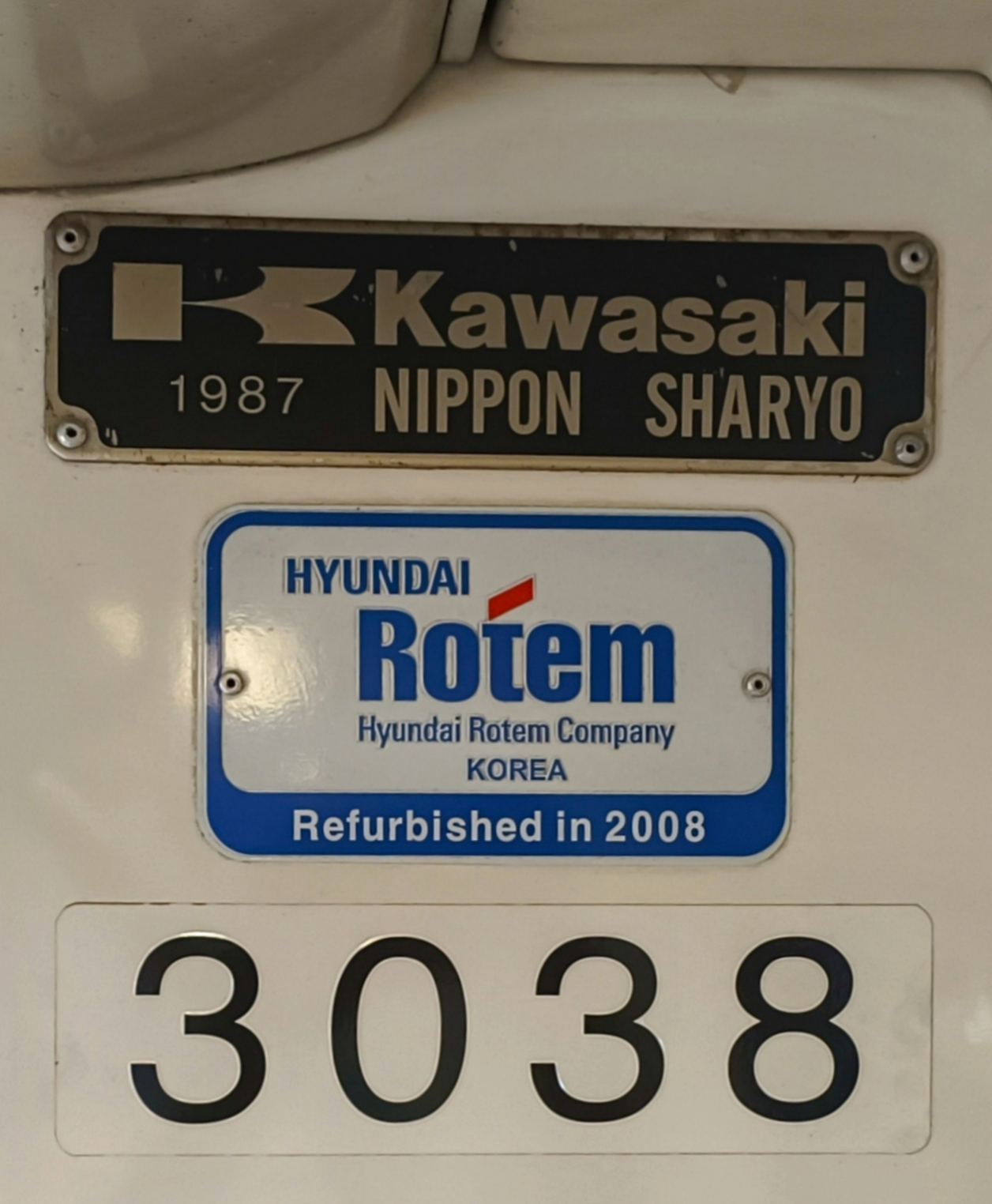
海外仕向車内銘板の一例（川崎重工C151型电力动车组）
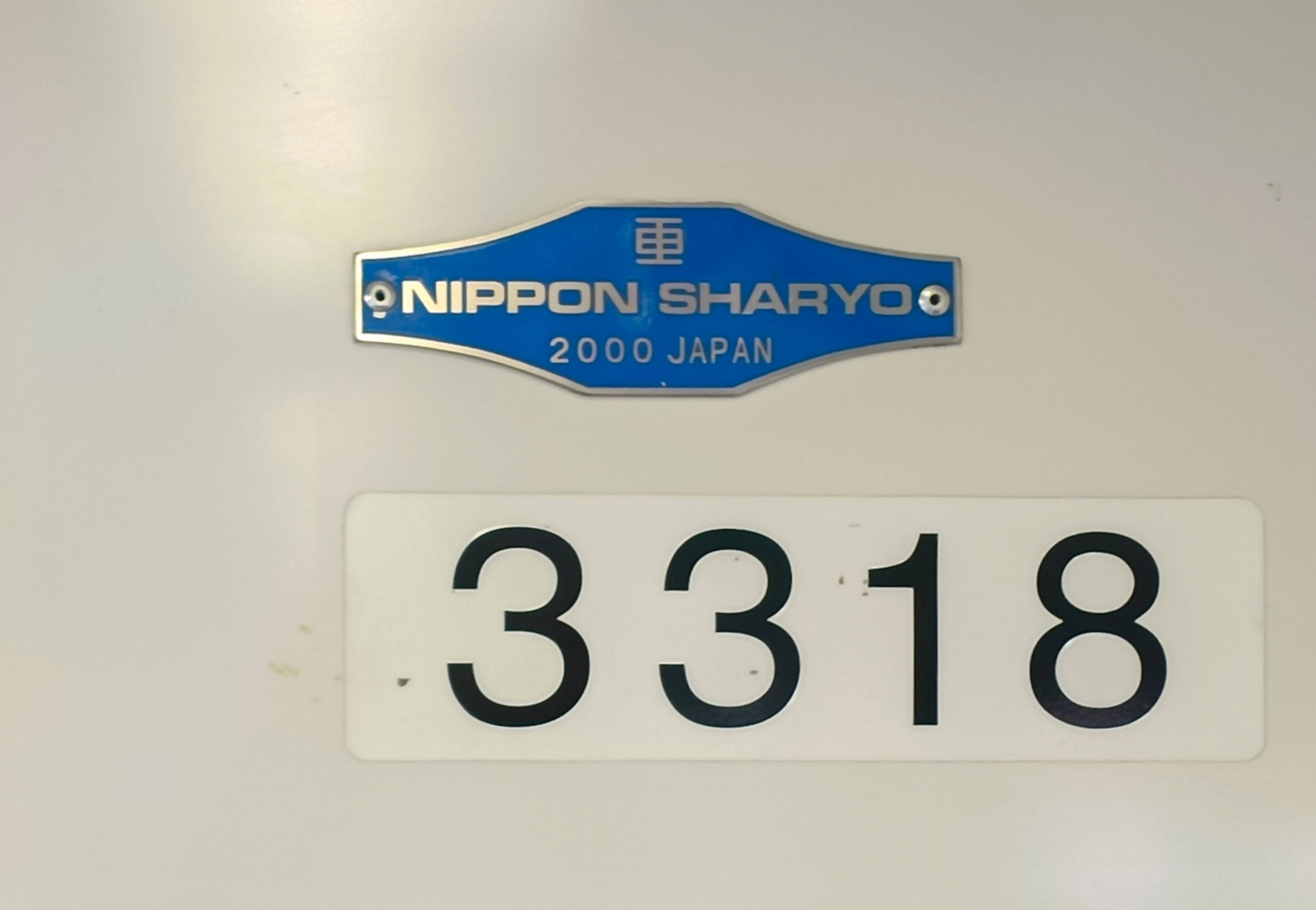
海外仕向車内銘板の一例（川崎重工-日本车辆C751B型电力动车组）
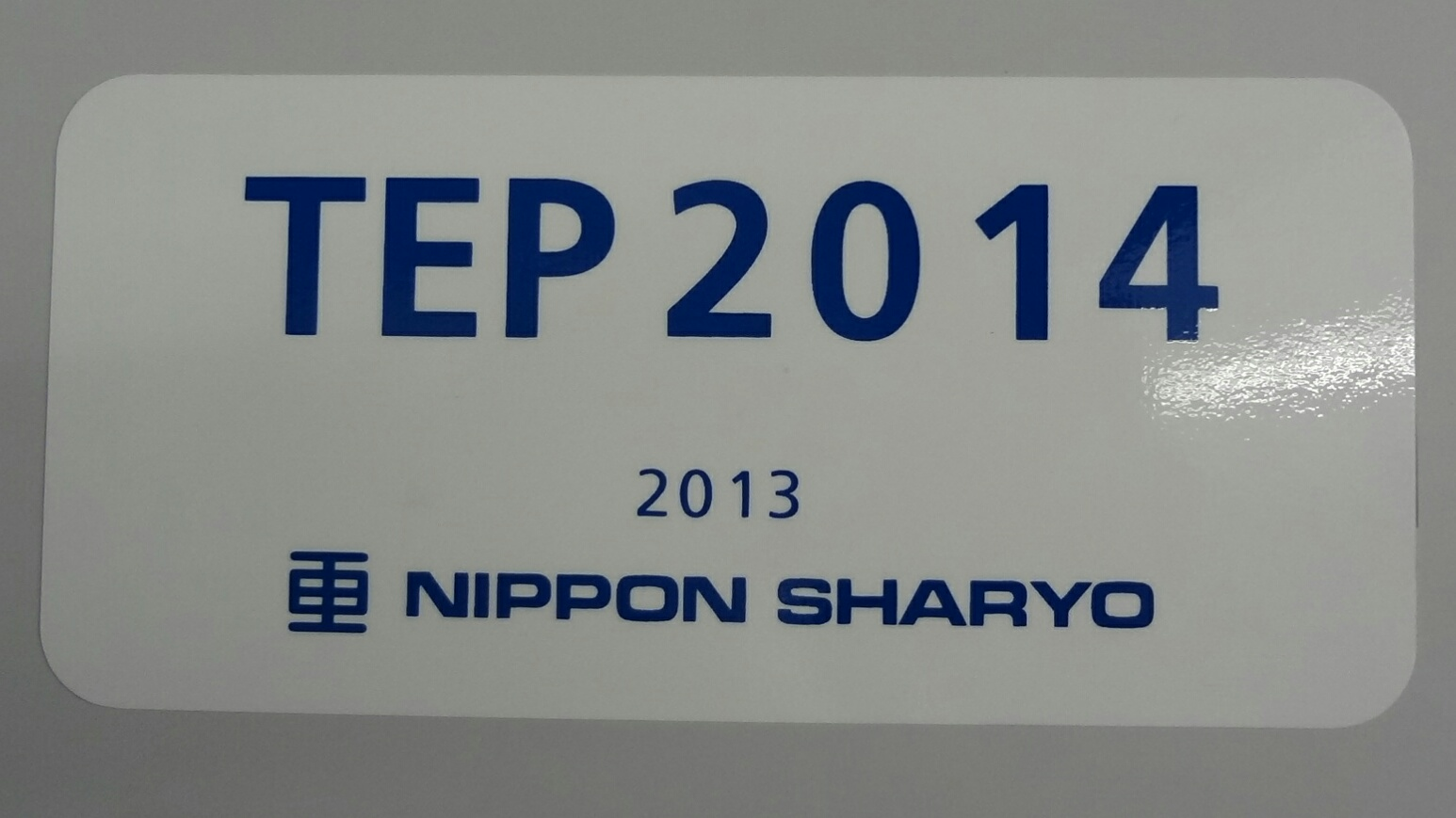
海外仕向車内銘板の一例（台湾鉄路管理局TEMU2000）
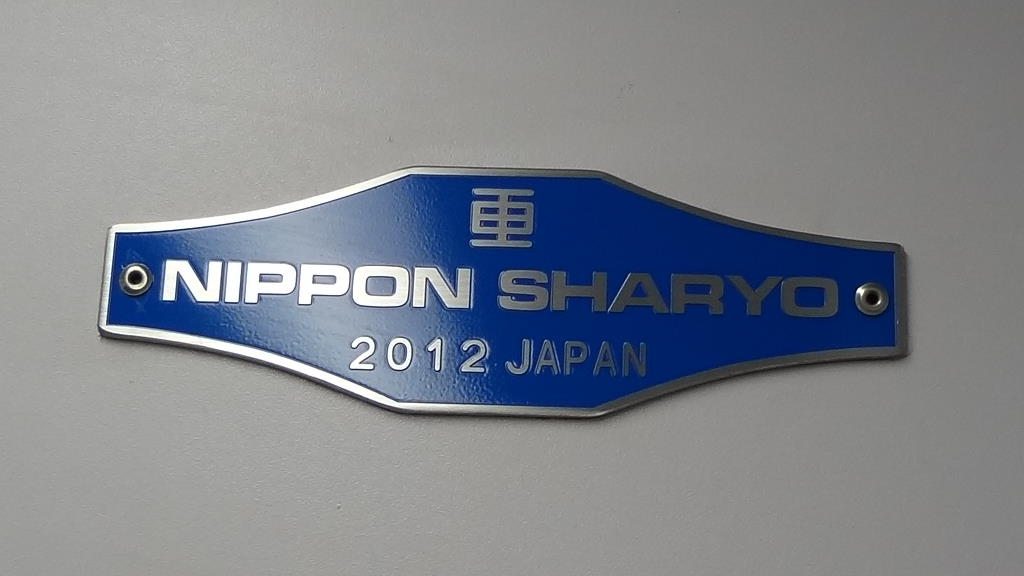
海外仕向車内銘板の一例（台湾鉄路管理局EMU800）
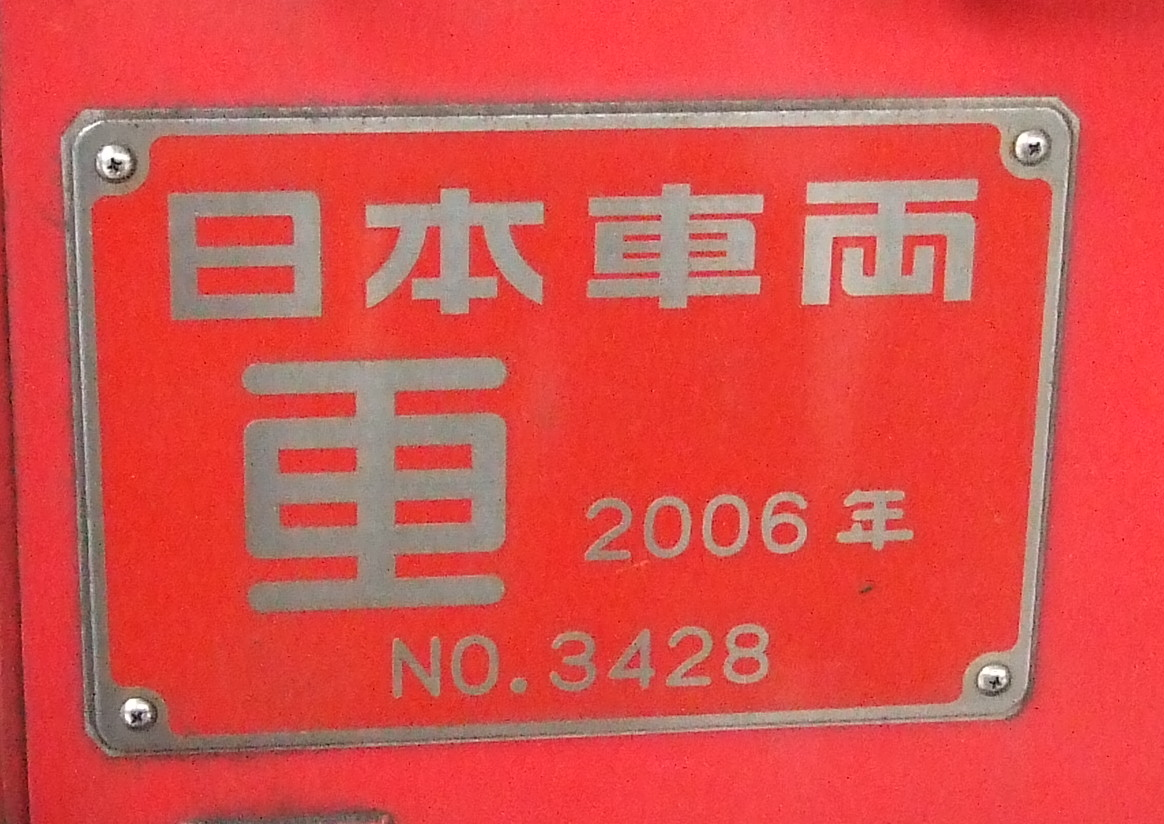
海外仕向車銘板の一例（阿里山森林鉄路第七代ディーゼル機関車）

### 鉄道車両

#### 豊川製作所
豊川製作所は1971年に名古屋の本店工場と埼玉県の東京支店工場を統合して発足した、同社唯一にして日本でも屈指の鉄道車両生産工場で、数々の鉄道車両を生み出してきた。正門付近には上野動物園のモノレールや新幹線0系、8620形蒸気機関車等が展示されている。

##### 車両輸送について

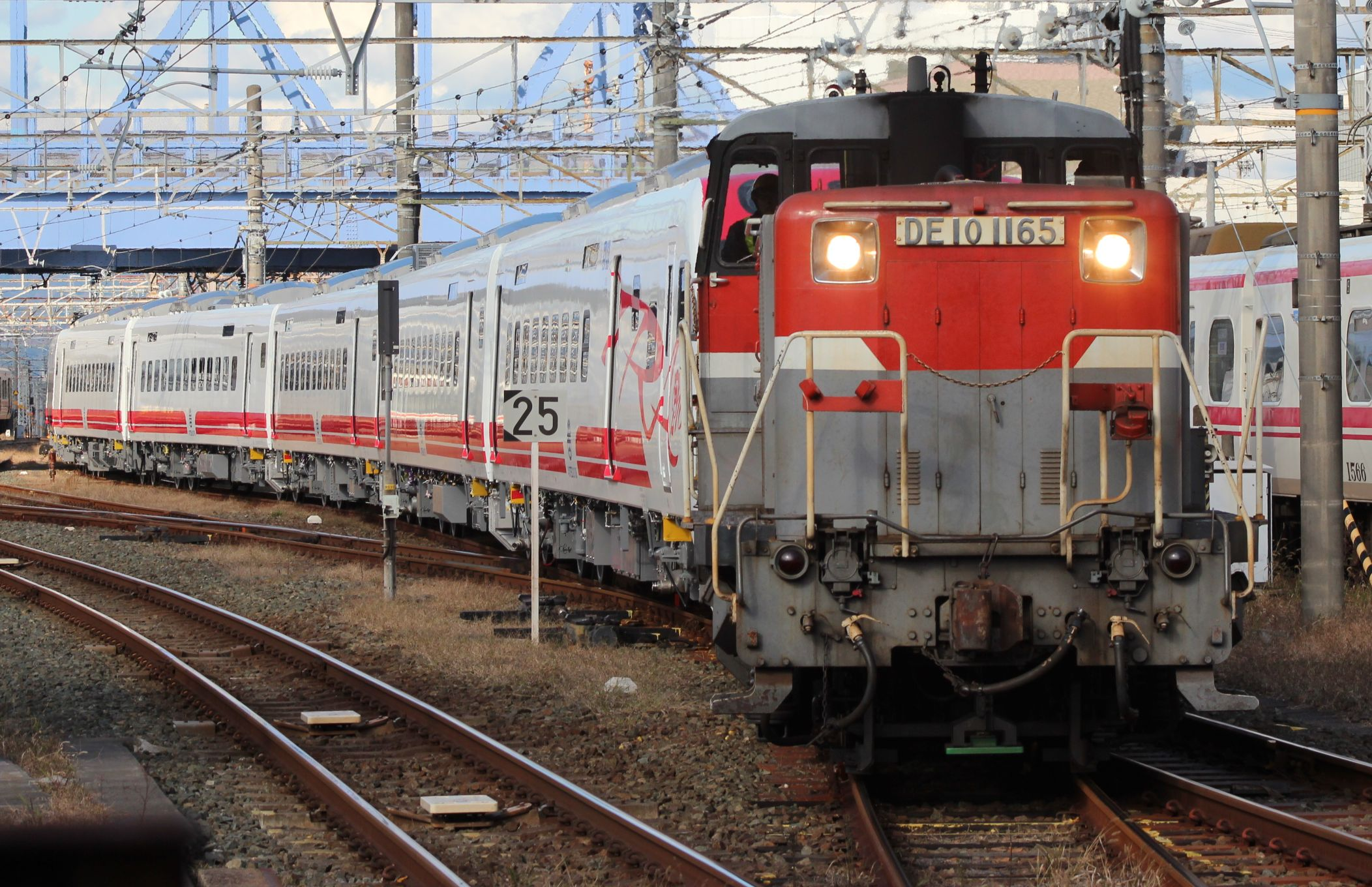
豊川製作所からの甲種輸送の例。写真のように、台湾向け車両も名古屋港まで甲種輸送されるケースもある。

新製車両の出荷である甲種輸送を行う際は、豊川製作所から専用線を通り豊川駅からJR飯田線を走り日本全国へ輸送される。甲種輸送は火曜日が多い。

JR東海在来線車両は、豊川製作所から専用線を自走し、豊川駅から試運転を兼ねて、各車両区へ自力回送される。名鉄車両、名古屋市営地下鉄鶴舞線・桜通線向け車両の輸送は笠寺駅までJR線、笠寺駅から名古屋臨海鉄道東港線・東築線経由で名鉄築港線東名古屋港駅に取り込む形で行われている。

JR北海道向け車両、日本国外向け輸出車両（大型車両を除く）は同様のルートで東名古屋港駅に送った後、その先の専用線を使って岸壁に横付け、船積みされる。
京成電鉄および北総鉄道向けはJR横須賀線逗子駅まで甲種輸送した後、京浜急行電鉄逗子線・神武寺駅 - 六浦駅 - 金沢八景駅間に三線軌条方式で敷設されている狭軌の線路を使って総合車両製作所（J-TREC）本社・横浜事業所に取り込まれ、台車の付け替え、最終整備を行った後、自力または京成から迎えに来た電車に牽引されて京急本線・都営地下鉄浅草線経由で京成線内に入るのが慣例だが、例外もある。2009～2010年納車の有料特急専用車2代目AE形は車体長がやや長く、起動加速度2.0km/h/sで、京急で乗り入れが禁止されているボルスタレス台車装着車であるなど、京急線内の自力走行に必要な基準を満たさなかったため、京葉臨海鉄道臨海本線千葉貨物駅まで甲種輸送し、そこから陸送で宗吾車両基地に送られた。2019年8月納車のAE形第9編成と、2021年10月納車の2代目3100形では、JR武蔵野線越谷貨物ターミナル駅まで甲種輸送した後北総鉄道印旛車両基地まで陸送された。（「京急逗子線#その他」「逗子駅#総合車両製作所横浜事業所専用鉄道（池子線）」、「総合車両製作所#横浜事業所回送線」、「川崎車両#完成車両の輸送方法」の各記事を参照）。
旧新京成電鉄向け車両（例：80000形・N800形）は松戸線以外の京成線と基本設計が共通であっても、運転台等の細かな差異があり、京急線や都営浅草線を通過できない。このため豊川から千葉貨物駅または越谷貨物ターミナル駅まで甲種輸送し、そこから北総鉄道印旛車両基地まで陸送、整備した後、京成高砂駅、京成津田沼駅にある連絡線経由で新京成のくぬぎ山車両基地まで回送されていた。（「京浜急行電鉄#仕様」、「印旛車両基地#歴史」、「京成電鉄の車両検修施設#宗吾車両基地」の各記事も参照）。
長野電鉄に譲渡された小田急10000形電車（HiSE）については豊川製作所において1000系電車への改造工事が行われたが、改造後の甲種輸送は本系列の車両限界の関係で篠ノ井線を通過できないため、最短経路となる東海道 - 中央西 - 篠ノ井線経由ではなく、東海道 - 武蔵野 - 高崎 - 上越 - 信越 - しなの鉄道線を経由した。
新幹線など大型車両の場合は、トラック・トレーラーなどで陸送される。また、これ以外でも名鉄瀬戸線用の4000系や名古屋市営地下鉄東山線・名城線用、遠州鉄道の車両も深夜にそれぞれの車両基地までトレーラーで陸送される。陸送は主に日本通運が担当している。なお、東海道新幹線用電車の国鉄・JR東海浜松工場までの輸送には2004年まで鉄道による甲種輸送が実施されていた（「東海旅客鉄道浜松工場#引込み線」を参照）。

#### 日車形ガソリンカー
大東亜戦争（太平洋戦争）以前のガソリンカー製作では黎明期の「軌道自動車」（井笠鉄道ジ1形）での参入以降、日本車輛製造本店と東京支店が日本国内市場において大きなシェアを占めていた。
基本的には本店が中部地方以西、東京支店が中部地方以東の各鉄道向けを担当したが、例えば耶馬溪鉄道キハ100形（東京支店製）のように本店担当地域に東京支店製車両が納品されたケースや、その逆のケースも存在する。
戦前期においては名古屋の本店と東京支店の間では設計手法に大きな差異が存在しており、特に車体設計については本店が同時期設計の電車に準じた明朗かつ軽快なデザインで、外部に現れるリベット本数も少ない構体構造としていたのに対し、東京支店は愛好者の間で「戦車形」などと呼ばれる無骨で鈍重なデザインで、外板に打たれたリベット本数の多い構造を採用していた。
この内、本店では、両運転台式気動車の開発過程で若干の迷走も見られたが、1920年代末には鉄道省に先駆けて軽量車体を備える18 m級機械式ガソリンカーを製作し、簡易式連結器や軽量自動連結器、形鋼を組み合わせた軽量で乗り心地のよい軸ばね台車、それに逆転機と最終減速機を一体として台車枠とリンクで結んで転動を抑止する簡潔な駆動システムを独自開発するなど、技術面で業界をリードする体制を確立、それらを組み合わせた標準化設計に従う低コストかつ高品質の車両を、新規開業線や蒸気動力からの転換を図る地方私鉄、あるいは各社に迅速に供給することで、大手を含む他の車両メーカー各社を圧倒した。
さらに、鉄道省が設計したキハ36900形（＝キハ41000形）・キハ40000形・キハ42000形の3形式も、前述の各機構をはじめとする各部について日本車両製造の標準設計を鉄道省の標準規格に適合させる形で基本設計を実施されている。また、戦後の国鉄が設計した液体式気動車各形式においてもDMH17系エンジン搭載各形式については、特に駆動系についてはそれらの設計が踏襲されたため、最大で5,000両以上を数えた日本の国鉄制式気動車群の大半は、この日本車輌製造の技術を標準設計として採用していたことになる。
- 芸備鉄道の各車→加悦鉄道キハ51・紀州鉄道キハ40801など
- 関東鉄道キハ82
- 筑波鉄道初代キハ300形→南部縦貫鉄道キハ103
- 江若鉄道の気動車各形式→C4（キニ4）・C9（キニ9）形（いずれも川崎車輌との競作）など
- 加悦鉄道キハ101
- 中国鉄道の気動車各形式（加藤車両との競作）
- 台湾総督府鉄道キハ100 - 二度の車体更新を経て台湾鉄路管理局35DR2100型となった。

#### 日車標準車体

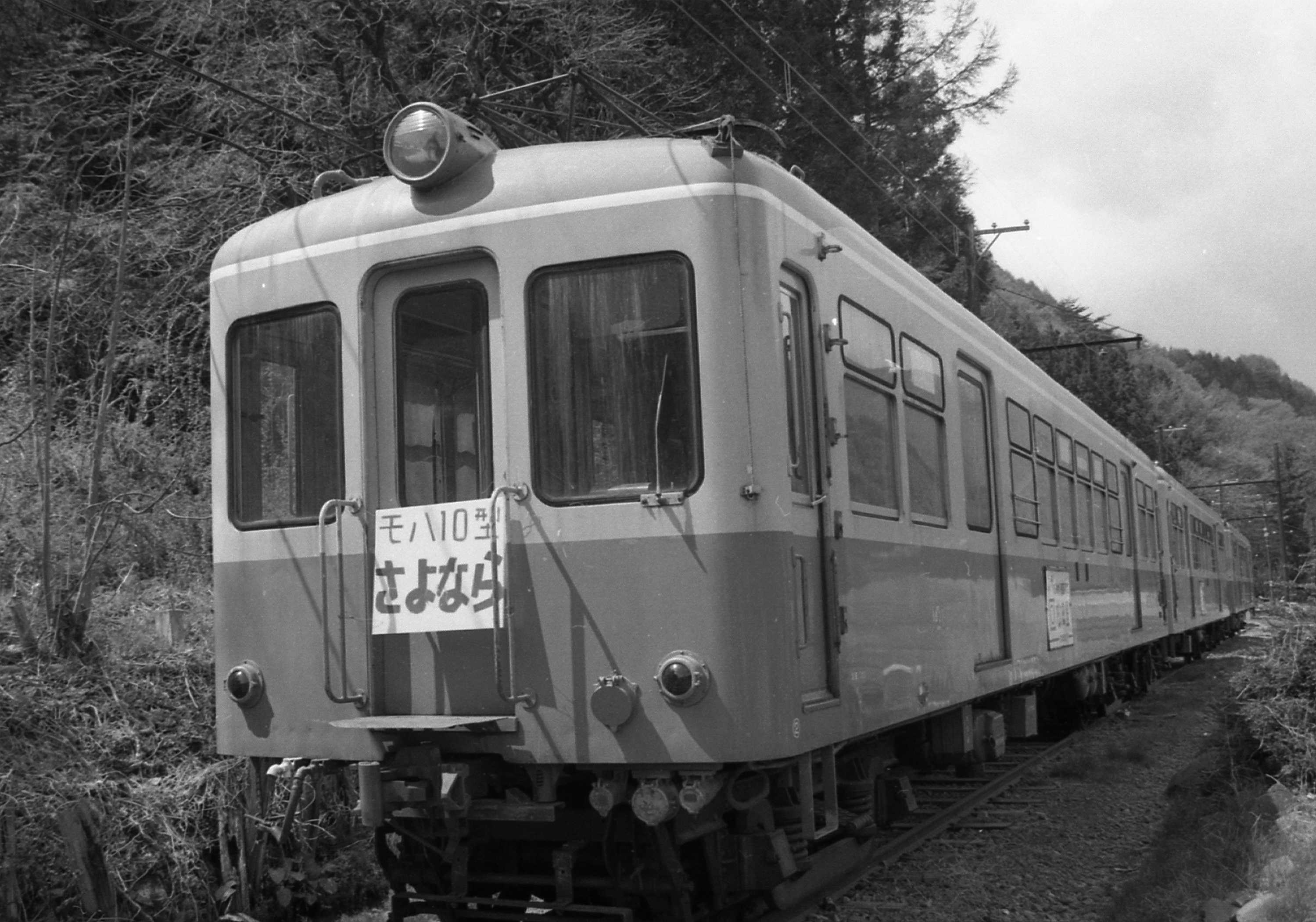
日車標準型の一例
（松本電気鉄道モハ10形電車）

昭和30年代に、地方私鉄の老朽化していた木造車や初期の半鋼製車の車体を更新する際に、日本車両が設計した標準車体を採用した私鉄が全国に存在した。これらの車両のことを総称して「日車標準型」とも呼ばれる。
- 新潟交通モハ10形
- 松本電気鉄道モハ10形
- 岳南鉄道1100形（モハ1102・1105を除く）
- 京福電気鉄道ホデハ251形・ホデハ241形

#### 日車ロマンスカー

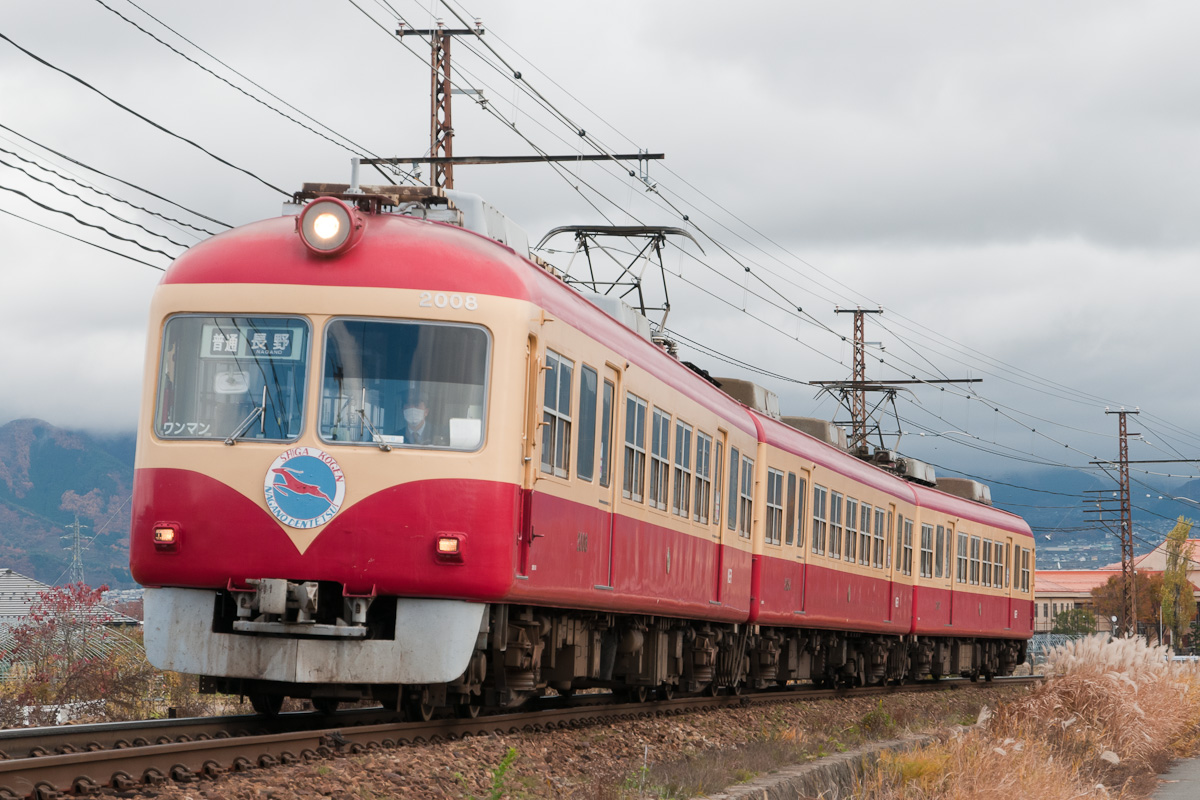
日車ロマンスカーの一例
（長野電鉄2000系電車）

日本車両で開発された、名鉄5000系電車 (初代)に準じた車体や設備を持つ地方私鉄向けの車両をこう呼ぶことがある。
- 秩父鉄道300系
- 富士山麓電気鉄道3100形
- 長野電鉄2000系
- 富山地方鉄道モハ14770形・モハ14780形・モハ14720形・モハ10020形・クハ170形
- 北陸鉄道6000・6010系
- 福井鉄道200形

#### 日車式ブロック工法（日車式SUSブロック構体）
JR東海315系、小田急新3000形、京王9000系、京成新3000形とその同型車、名鉄300系、名古屋臨海高速1000形、横浜市営地下鉄3000R形・3000S形・3000V形、名古屋市交通局N1000形など、日本車両が設計幹事会社となって導入された通勤型電車では、側窓とドア上にわたる長い幕板を廃止し、構体のドア部分とそれ以外の部分を別々のブロックとして製作して結合するという工法で作られたものが多い。これらの低コスト軽量ステンレス車体は、鉄道ファンの間で“日車ブロック工法”などと呼ばれているが、正式名称ではなく、正しくは“日車式ブロック工法”あるいは“日車式SUSブロック構体”である。
なお、前述の315系より本工法に新たに「N-QUALIS」というブランド名がつけられた。
東日本旅客鉄道・東急車輛製造（→総合車両製作所）・川崎重工業（現・川崎車両）を中心としたE231系グループのステンレス製通勤電車や、日立製作所が開発したA-train（新工法のアルミ製電車）、川崎重工業のefACE（アルミ車とステンレス車が存在するが根本的な思想は同じ）、東急車輛製造→総合車両製作所のsustina（新工法のステンレス製電車）とともに、標準化された通勤電車の製造法である（通勤・近郊電車の標準仕様ガイドラインの項を参照）。

#### 日本国内向け

##### 超電導リニア・新幹線
- 超電導リニア
  - MLX01
  - L0系（最初に製造される5両のうち3両を担当することが内定）
- 新幹線
  - 0系・100系・200系・300系・500系[注釈 8]・700系・N700系・N700S系・E2系など営業車両、911形・912形・923形など事業用車、1000形・951形・962形・300X・STAR21など試作車両
新幹線車両は現在、JR東海・JR西日本向けの16両編成が中心となっており、JR東日本向けはE2系（J71編成）を最後に製造終了。JR北海道・JR九州の新幹線車両の製造は皆無。

##### 国鉄・JR在来線

###### 国鉄時代
- 103系・117系・185系・205系・211系・415系1500番台・183系・485系・583系など

###### 分割民営化後
- 東海旅客鉄道（JR東海）：国鉄分割民営化後、ごく一部を除くほぼ全形式（383系・373系・371系・285系3000番台・キハ85系・HC85系・313系・315系[注釈 7]・キハ75形・キハ25形など）。
買収後に登場したキハ25形以降の形式は全車受注。
- 北海道旅客鉄道（JR北海道）：キハ281系のみ。
- 東日本旅客鉄道（JR東日本）：E351系・215系・719系5000番台･キヤE195系レール輸送車
E351系以降製造が途絶えていたが、キヤE195系レール輸送車を製造した。
- 西日本旅客鉄道（JR西日本）：683系2000番台「しらさぎ」用・キハ187系10・500番台
2018年現在は2形式のみ。
- 四国旅客鉄道（JR四国）：8000系・6000系・9000系
8000系、6000系の2形式のみであったが、2025年にキヤ97をベースとした9000系が導入された。
- 九州旅客鉄道（JR九州）：キハ200系
2022年現在ではキハ200系のみ。ただしYC1系の台車には日車製のNS台車（タンデム式）が採用されているほか、58654号機がSL人吉として復活する際に台枠の新造を手がけた。
- 日本貨物鉄道（JR貨物）：M250系「スーパーレールカーゴ」

#### 私鉄・第三セクター・新交通システム

##### 名古屋鉄道（名鉄）
- 電車全形式（東芝製のEL120形、川崎車輛製の3880系、富士重工業＝現・SUBARU製のキハ10・20・30形、日立笠戸製のMRM100型を除く）

##### 京成グループ
- 京成電鉄：現有全形式（3400形を除く、新3000形以降は基本設計から受注。J-TRECと概ね半々の割合になるように発注）。
- 新京成電鉄（京成電鉄に吸収合併される前の新性能車全車）：800形・8000形・8800形・8900形（8918編成・8928編成は日本車輌のプレート、8938編成は日本車両のプレートが付く）・N800形・80000形
- 北総鉄道（旧・北総開発鉄道）:7000形（7004編成と7200番台中間増備車のみ）・7300形（7318編成のみ）・7500形（7501編成を除く）
- 千葉ニュータウン鉄道:9000形・9100形（9108編成・9118編成は1994年、9128編成は1999年製造（落成は2000年）と製造年が5年異なり、両編成でプレートの柄が異なる）・9200形

##### 東京地下鉄（旧・帝都高速度交通営団）
08・1000系は全車、2000系は第32編成まで（第33編成以降は近畿車輛）。
03系は第2編成のみ、ただしこの編成が中目黒事故で被災したため代替車（2代目03-802）も製造。
- 銀座線向け：01系・1000系
- 丸ノ内線向け：02系・2000系
- 日比谷線向け：03系
- 東西線向け：5000系・05系
- 千代田線向け：6000系
- 有楽町線向け：7000系・07系
- 半蔵門線向け：8000系・08系
- 南北線向け：9000系

##### 小田急電鉄
特急ロマンスカー専用車のうち30000形以前は川崎重工と分担だったが基本設計は当社。50000形以降は全車当社が生産。EXE→EXEαの改修、10000形「HiSE」の長野電鉄譲渡に際する改造工事もすべて当社が施工。
- 70000形「GSE」
- 60000形「MSE」
- 50000形「VSE」
- 30000形「EXE」
- 20000形「RSE」
- 10000形「HiSE」
- 7000形「LSE」
- 初代3100形「NSE」
- 初代3000形「SE」

通勤型電車は（川崎重工業→）川崎車両、（東急車輛→）J-TRECとの分担。
- 2代目5000形
- 2代目3000形
- 2000形
- 1000形
- 8000形

など

##### その他の日本国内鉄道事業者
- 東武鉄道：8000系など（ただし1971年の東京支店工場閉鎖以後取引なし）
- ゆりかもめ：7000系・7200系
- 東京急行電鉄：3450形のうち、3450～3452、3457・3458・3459の6両を生産
- 阿武隈急行:8100系
- 鹿島臨海鉄道：6000形・KRD64形ディーゼル機関車など
- 小湊鉄道：キハ200形
- 京王電鉄：9000系（30番台は全車）・8000系など京王帝都電鉄発足以降に登場した1900形・1000系（初代）・2000系・3000系・新5000系以外の全形式。東急車輛→J-TRECと概ね半々の割合になるように発注、ただしJ-TREC優先となることもあり得る。
- 富山地方鉄道14760形　(14760形を最後に新型車両の納入は無い)
- 愛知環状鉄道：全車両（100系・2000系）
- 真岡鐵道：モオカ14形（2次車以降）
- 遠州鉄道：全車両
- 名古屋臨海高速鉄道1000形
- 京阪電気鉄道：大東亜戦争（太平洋戦争・第二次世界大戦）以前に発注した600型 (初代)・60型 （びわこ号）など。戦後は川崎車輛→川崎重工業→川崎車両が全車受注
- 阪神電気鉄道：5001形（初代）など、1960年代までの形式の一部
- 近畿日本鉄道：6421系など、1950年代前半までの名古屋線（旧・参宮急行電鉄）向け狭軌車両。名古屋線の標準軌化後は近畿車輛に一本化
- 西日本鉄道：大牟田線1000形・ 北九州線100形・* 北九州線200形・ 福岡市内線501形・ 北九州線1000形
- 松浦鉄道：MR-600形
- 秩父鉄道: 100形 ・300系・500系 (1980年の日立製デキ500形デキ507号機以降新車投入無し）
- 長野電鉄：2000系・0系・10系・モハ1000形・モハ1500形
- 新交通システムVONA：山万ユーカリが丘線・桃花台新交通（100系）
- 愛知高速交通：100形（リニモ）
- 由利高原鉄道：YR-3000形
- 公営交通
  - 東京都交通局：10-300形・6300形・6500形・5500形以外すべて（東京支店製車は5000形まで、豊川製は日比谷開業用6000形2次車のみ）
  - 横浜市交通局：1000形・3000形（3 - 5次車）
  - 名古屋市交通局 - 現有全形式（5000形・5050形・N1000形・2000形・3000形・3050形・N3000形・6000形・6050形・7000形）を納入。
日立笠戸と分担されていたが、 2012年以降は日車式ブロック工法を前提に地元本拠の日車に一本化。 N3000形はN3102編成以降。
  - 大阪市交通局：21系・24系・70系など
1990年代以前の大阪市交通局では入札制を徹底させており、日本車輌を含めた大手6社（日車・川重・日立・近車・東急・アルナ）すべてに発注した実績がある。2000年代以降、（大阪市営地下鉄）→大阪市高速電気軌道（Osaka Metro）の新製車両は30000系は川崎重工業（現・川崎車両）と近畿車輛[注釈 9]、中央線に投入している新型車両の400系は日立と関西以西拠点のメーカーに絞り込んだ。
  - 福岡市交通局：1000系 (増備車)・2000系（増備車）
  - 沖縄県営鉄道
- 路面電車
  - 名古屋鉄道：800形
  - 富山地方鉄道：8000形 (8000形以後は取引なし)
  - 熊本市交通局：8200形
- 旧国鉄・私鉄・産業用向けディーゼル機関車
- 各種貨車

##### 海外向け
- 台湾高速鉄道
  - 700T型（一部）
- 台湾総督府鉄道・台湾鉄路管理局
  - 機関車
    - E500形機関車
    - E800形機関車
    - C12形機関車
    - LC12形機関車
    - LD10形機関車
    - LD50形機関車

  - 客車
    - ハボ101形中形木造客車
    - ユブボ101形郵便荷物車
    - ロボ32000形二等客車
    - ハブボ32000形三等緩急車
    - ニボ32000形荷物車
    - オロ32100形二等客車
    - オハフ32100形二等客車
    - 35TP32200形三等客車

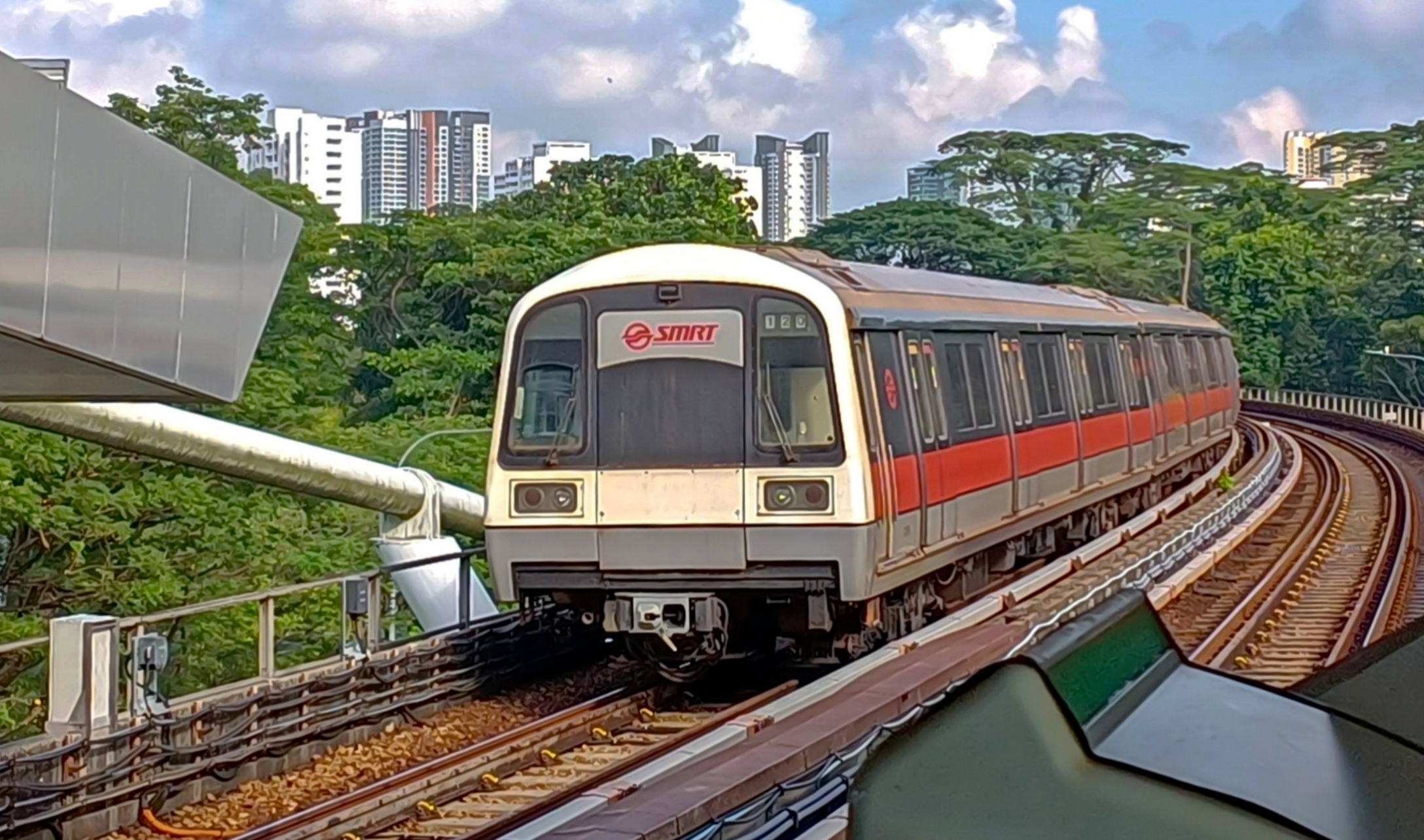
C151形

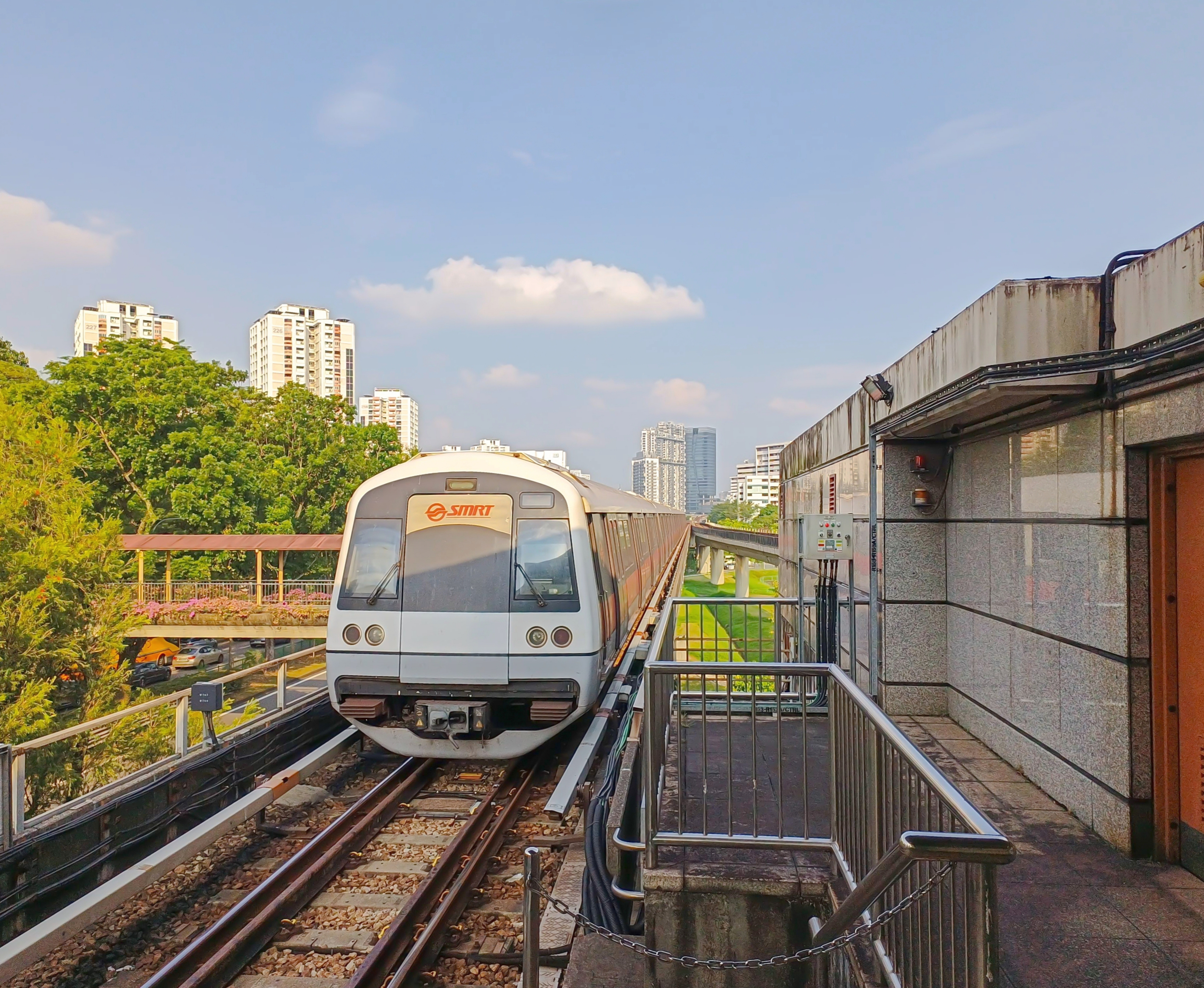
C751B形

    - 35SP32700形二等客車（ノックダウン）
    - 35SP32750系観光号編成用客車（一部ノックダウン）
    - 35SP32850/32950系莒光号編成用客車

  - 貨車
    - ワル10000形25t積み有蓋車
    - ワタ7000形15t積み有蓋車
    - ワタ16000形15t積み有蓋車
    - トル10000形25t積み無蓋車

など
- - 気動車
    - キハ1形、キハ11形
    - キハ100形
    - キハ300形
    - DR3100型
    - DRC1000型
    - ケキハニ1形
    - ケキハニ101形
    - ケマキロハ2000形

  - 電車
    - EMU700型（704F以降は台湾車輌にて現地生産）
    - EMU800型（量産先行車）
    - TEMU2000型
- 阿里山森林鉄路
  - キハ1形
  - DPC中興号
  - 光復号客車
  - 第六代ディーゼル機関車
  - 第七代ディーゼル機関車
- 太平山森林鉄路
  - 機関車
  - DPC中華号
- トロント・ユニオン・ピアソン・エクスプレス
  - 固定編成気動車
- マス・ラピッド・トランジット (シンガポール)
  - C151形
  - C751B形
- マニラ・ライトレール・トランジット・システム
  - 1200形
- マラウィ鉄道
  - 入替用ディーゼル機関車
  - 本線用ディーゼル機関車
- ザンビア鉄道（英語版）
  - 気動車
- カルトレイン
  - 普通列車用2階建て客車「ギャラリーカー」
- サウスショアー線
  - 1階建て通勤電車
  - 2階建て通勤電車（下記メトラ向けハイライナーとほぼ同型車）
- バージニア急行鉄道
  - 2階建て客車「ギャラリーカー」
- シカゴ・メトラ
  - 2階建て客車「ギャラリーカー」
  - 2階建て通勤電車「ハイライナー」
- ロサンゼルス郡都市圏交通局
  - ブルーライン軽快路面電車 （P865形）
- ホンジュラス国鉄
  - 気動車（車番203）
- アルゼンチン国鉄
  - ウルキサ線電車（M.U.3800/M.F.U.3000）
  - サルミエント線・ミトレ線電車（M.U.2000[←7000]/M.U.1000）
  - ロカ線電車（M./R.4000）
- ウルグアイ国鉄（スペイン語版）
  - 入替用ディーゼル機関車（車番205 - 210）
- ベネズエラ国鉄
  - 近郊型電車
- ブラジル
  - ポルト・アレグレ都市鉄道公社
    - 通勤形電車100形（ポルトガル語版）

過去には以下の事業も行った。
- 地方私鉄用の標準型気動車、車体リニューアルなど（1960年代に多かった）
- 電気機関車（台数は少ないものの、EF58・EF65などの製作実績あり）
- 蒸気機関車（昭和時代ではD51・C11など貨物用が多い）

### その他の製品群

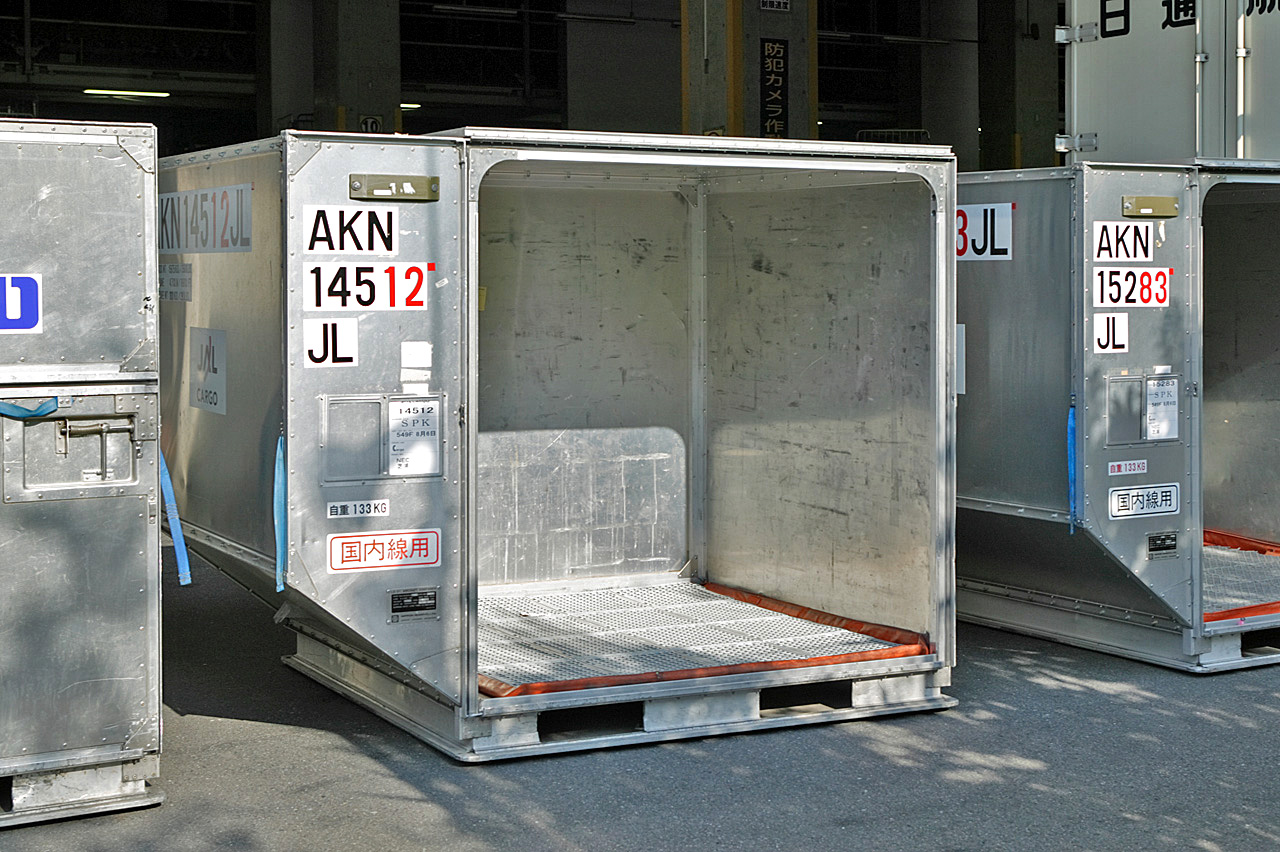
航空機用ULD
LD-3V

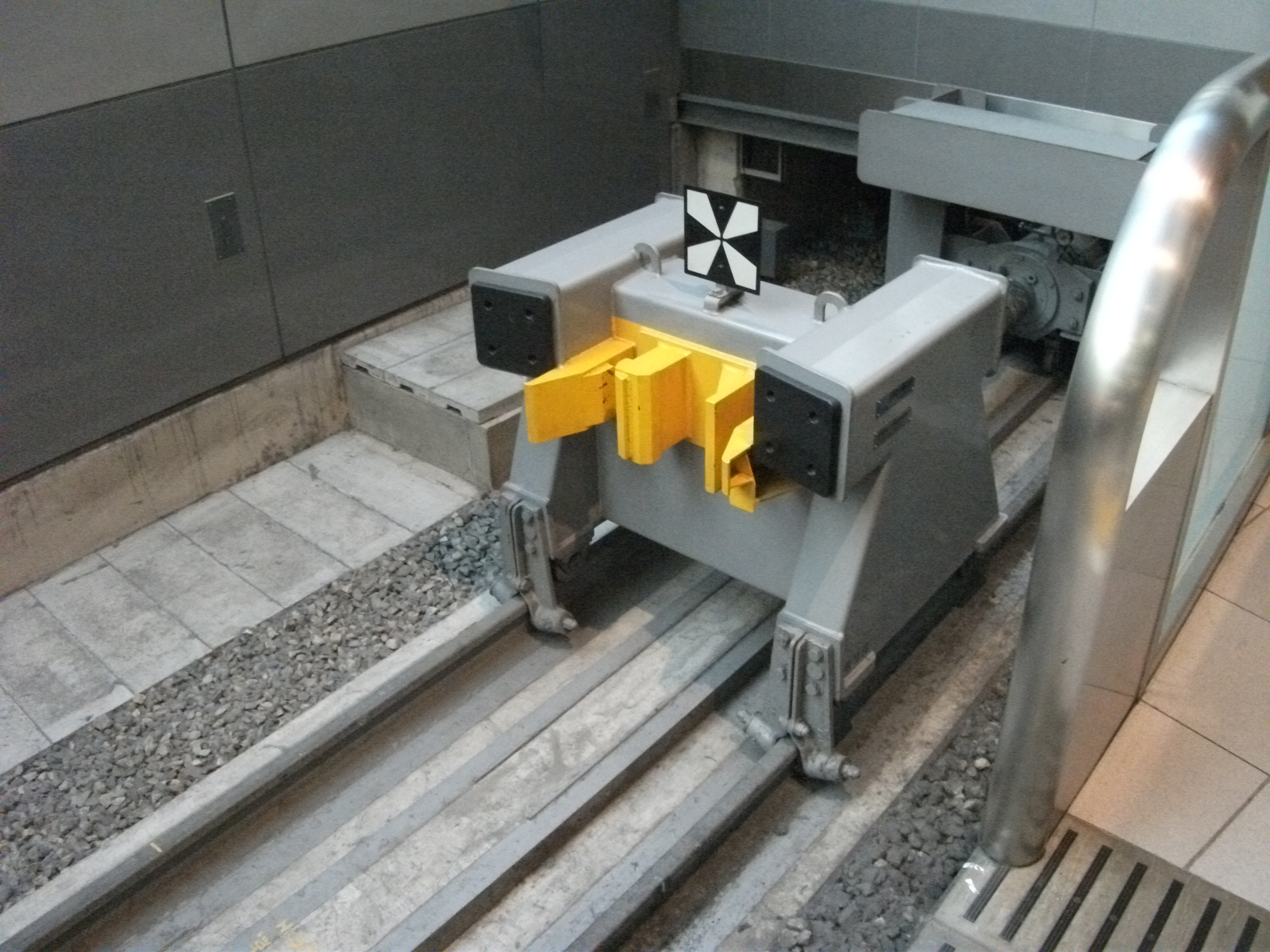
当社及びカヤバ工業製の鉄道用車止め（京王井の頭線・渋谷駅）

#### 基礎工事系建設機械
- 三点式杭打ち機 - 油圧ハンマ、バイブロハンマ及びウォータージェット、アースオーガー等の製造実績があるが、近年は主に他社製を搭載する。
- ケリーバ式アースドリル機
- 全旋回式オールケーシング掘削機
- 地盤改良機 - ソイル系地盤改良、小径鋼管杭埋設工法に対応。
- クローラークレーン

過去にはスクレープドーザ、パワーショベル、バケットホイールエクスカベーター、坑内用ディーゼル機関車・バッテリーロコ、自走式高所作業車など多彩な製品を手掛けたが、近年は基礎施工機に特化したラインナップとなっている。

#### ディーゼル発電機
- 可搬式ディーゼル発電機
- 非常用ディーゼル発電機
- 電気溶接機

過去には可搬式コンプレッサー等も手掛けた。

#### 輸送機器関連
- 大型自走式キャリア - 運転席、動力部と車体が一体の車両と、それら各部をユニット化し多彩な組み合わせに対応したものがある。
- 大型AGV
- 液体用タンクコンテナ
- 航空コンテナ
- 高圧ガス大型タンクローリー、トレーラー、バルクローリー
- LNG、LPG貯槽

高圧タンク関連製品は、同じく高圧となる蒸気機関車のボイラーを製作した技術が基となっている。

#### 橋梁構造物
- 鉄道橋 - 京成押上線荒川橋梁、中部国際空港連絡橋など
- 道路橋 - 明石海峡大橋、レインボーブリッジ、名港トリトンなど

#### 営農施設
- カントリーエレベーター
- ライスセンター
- 種子センター

#### その他
- 鉄道車両検修設備
- 各種製紙機械
- レーザーステンシル加工機

過去には車椅子用階段昇降機、立体駐車場なども手がけていた。

## 関連会社
- 台湾車輌株式会社
- NIPPON SHARYO U.S.A.
- 上海日車科技コンサルタンツ有限会社
- PT.REKAINDO GLOBAL JASA（PT.INKAのグループ傘下）
- 日泰サービス株式会社